# Ann och Eve – de erotiska
Ann och Eve – de erotiska är en svensk dramafilm med erotiska inslag från 1970 i regi av Arne Mattsson. I rollerna ses bland andra Gio Petré, Marie Liljedahl och Francisco Rabal.

## Om filmen
Inspelningen ägde rum mellan den 6 juni och 15 augusti 1969 i Stockholm, Jugoslavien och Italien efter ett manus av Ernest Hotch. Producent var Lennart Berns, fotograf Max Wilén och kompositör Bengt-Arne Wallin. Filmen klipptes samman av Wic' Kjellin och premiärvisades den 5 oktober 1970 på biograferna Centrum i Eskilstuna, Cosmos i Katrineholm och Saga i Västerås. Filmen utgavs på DVD den 28 december 2007.
Mattsson hade under flera år fått utstå kritik för de filmer han regisserat och med Ann och Eve ville han ge igen genom att låta en karaktär i filmen spy galla över kritikerkåren. Filmen var en internationell produktion och därför medverkar flera utländska skådespelare. Dialogen är dock på svenska.

## Handling
Ann och Eve åker på semester till Jugoslavien och Italien och Ann går in för att bryta ner Eve.

## Rollista
- Gio Petré	– Ann, filmkritiker
- Marie Liljedahl – Eve
- Francisco Rabal – Francesco
- Julián Mateos	– hotellportier
- Olivera Vučo – lesbisk nattklubbssångerska
- Heinz Hopf – Walter, fiskare
- Božidarka Frajt – Walters älskarinna
- Nevenka Filipović – Walters hustru
- Erik Hell	– Wilhelm Braun, före detta överste
- Ignac Pavković – fiskare
- Agneta Prytz – filmförsäljare
- Iwar Wiklander – Per
- Birger Malmsten – Amos Mathews
- Tord Peterson – präst
- Duje Novaković – bonde
- Ann Ericsson – lesbisk flicka
- Elisabeth Hedlund – lesbisk flicka
- Eva Nordenskjöld – lesbisk flicka